# مخطط بطاقات الائتمان
مخططات البطاقات عبارة عن شبكات دفع مرتبطة ببطاقات الدفع ، مثل بطاقات الخصم أو الائتمان ، والتي يمكن أن يصبح أي بنك أو أي مؤسسة مالية أخرى مؤهلة عضواً فيها. عندما يُصبح عضوًا في المخطط ، يحصل العضو على إمكانية إصدار أو الحصول على بطاقات تعمل على شبكة مخطط البطاقة.

## أنواع المخططات
تأتي أنظمة البطاقات في صنفين رئيسيين - مخطط ثلاثي الأطراف (أو مخطط مغلق ) أو مخطط رباعي الأطراف (أو مخطط مفتوح ).

### مخطط ثلاثي
يتكون المخطط الثلاثي الأطراف من ثلاثة أطراف رئيسية كما هو موضح في الرسم البياني المجاور.
في هذا النموذج ، يكون المصدر (الذي يمتلك العلاقة مع حامل البطاقة) والمشتري (لديه العلاقة مع التاجر) هو نفس الكيان. هذا يعني أنه ليست هناك حاجة لأي رسوم بين المُصدر والمصرف الشاري للبطاقة . نظرًا لأنه إعداد امتياز ، يوجد امتياز واحد فقط في كل سوق ، وهو الحافز في هذا النموذج. لا توجد منافسة داخل العلامة التجارية ؛ بدلا من ذلك تتنافس مع العلامات التجارية الأخرى.
ومن الأمثلة على هذا الإعداد Diners Club و ديسكوفر كارد و أمريكان إكسبريس ، على الرغم من أن هذه المخططات في الآونة الأخيرة قد دخلت أيضًا في شراكة مع جهات إصدار ومشتري أخرى من أجل تعزيز تداولها وقبولها ، وتعمل Diners Club الآن كمخطط رباعي الأطراف في العديد من المناطق.

### مخطط رباعي
في المخطط المكون من أربعة أطراق ، يكون المصدر والمشتري هما كيانان مختلفان ، وهذا النوع من المخططات مفتوح للمؤسسات الأخرى للانضمام وإصدار بطاقاتها الخاصة. هذا هو نوع مخطط البطاقات الذي تستخدمه العلامات التجارية مثل فيزا وماستر كارد و Verve Card و يونيون باي و رو باي . لا توجد قيود على من يمكنه الانضمام إلى المخطط ، طالما تم استيفاء متطلبات المخطط.